# 馬塞爾·皮科球場
馬塞爾·皮科球場（Stade Marcel Picot）是法國南錫的一個球場。是法甲球隊南錫足球俱樂部的主場球場。

## 外部連結
- Stade Marcel Picot （页面存档备份，存于） - Stadium Guide